# Adatleképező programtervezési minta
A számítógép-programozásban az adatleképező programtervezési minta egy architekturális minta. Először Martin Fowler említette 2003-ban megjelent könyvében, aminek címe Patterns of Enterprise Application Architecture. A mintának megfelelő objektumok megvalósítják a Create, Read, Update, és Delete műveleteket, amelyek adattárak által tartalmazott tartományentitásokat reprezentáló objektumokon működnek. 
Az adatleképezők adathozzáférési réteget alkotnak, ami két irányban közvetíti az adatokat az adattár és a memóriabeli adatreprezentáció, a tartomány réteg között. A minta célja, hogy ezeket a rétegeket elkülönítse, függetlenítse egymástól. A különböző megvalósítások hatóköre eltérő. A generikus adatleképezők sok különböző adatféleségeket tudnak kezelni, a dedikáltak egyet vagy keveset.

## Megvalósításai
Az adatleképező objektumok megvalósítását számos keretrendszer tartalmazza.

### Java/.NET
- MyBatis perzisztencia keretrendszer

### Node.js
- Bookshelf.js könyvtár
- TypeORM könyvtár
- Massive.js könyvtár
- Prisma könyvtár

### PHP
- Doctrine2 objektum relációs leképező (ORM) és adatbázis absztrakciós réteg[1]

### Python
- SQLAlchemy könyvtár

### Ruby
- DataMapper  könyvtár

### Elixir
- Ecto perzisztencia keretrendszer

## Fordítás
Ez a szócikk részben vagy egészben  a   Data mapper pattern című angol Wikipédia-szócikk fordításán alapul.  Az eredeti cikk szerkesztőit annak laptörténete sorolja fel. Ez a jelzés csupán a megfogalmazás eredetét és a szerzői jogokat jelzi, nem szolgál a cikkben szereplő információk forrásmegjelöléseként.